# تمريض وراثي
مثّل التمريض الوراثي تخصصًا في التمريض يركز على تقديم الرعاية الصحية الوراثية للمرضى.
بدأت تكامل الجينات في التمريض في الثمانينيات وكانت عملية بطيئة ولكنها هامة في تحسين جودة الرعاية الصحية كما وبدأت للمرضى الذين يتلقون الرعاية القائمة على الجينات والجينوم من قبل الممرضات. استنادًا إلى نموذج المملكة المتحدة، أنشأت الولايات المتحدة بشكل حاسم مجموعة من الكفاءات الأساسية كمجموعة من المبادئ التوجيهية للممرضات المسجلات. من خلال عملية التوافق، أُنشئت الكفاءات الأساسية من قبل لجنة الإرشاد، ووفرت الحد الأدنى من الكفاءة ونطاق الممارسة للممرضات المسجلات اللائي يقدمن الرعاية الصحية الوراثية للمرضى.
وُضعت مدونة أخلاقيات التمريض وغيرها من الأسس الأخلاقية لمجال التمريض الوراثي لتوفير اللوائح عند تطور القضايا الأخلاقية.

## نبذة
اعتُمد مصطلح ممرض من المسيحيين الأوائل في عام 30 ميلادي، وقد أُنشئ من أصل لاتيني يسمى "نوتريري"، والذي يعني رعاية أو تغذية. إن تأسيس التمريض كواحدة من أقدم أشكال الرعاية الصحية واستمرارها في أن تكون مجالًا متزايد النمو في الطب. علم الوراثة، الذي يدرس الصفات الوراثية وتنوعها، وهو مجال أكثر حداثة في الطب. وقد ساعدت التجارب والنظريات التي قام بها غريغور مندل في منتصف القرن التاسع عشر في إدخال مجال علم الوراثة إلى الطب. علم الجينوم هو فرع من علم الوراثة يقوم بمقارنة وتحليل الجينومات وكيفية تفاعل الجينات مع بعضها البعض. كل من علم الوراثة وعلم الجينوم يساعدان في كشف مدى ارتباطنا الوثيق ببعضنا البعض وبأنواع أخرى من الكائنات الحية. هذه الدراسة العلمية مستمرة وتسعى إلى تفسير الصحة والمرض ومخاطر الإصابة بالأمراض والاستجابة للعلاج. إن التقدم في علم الوراثة وعلم الجينوم قابل للتطبيق على كامل مجموعة كاملة من الرعاية الصحية وعلى جميع المهنيين الصحيين وبالتالي على مهنة التمريض بأكملها. إن علم الوراثة وعلم الجينوم ذوي أهمية بالغة في الرعاية الصحية كونهما يقدمان معلومات في التشخيص والعلاج والوقاية من الأمراض والأوجاع. على الرغم من أن علم الوراثة كان مجالًا متناميًا في النمو في الطب منذ منتصف القرن التاسع عشر، إلا أن عملية دمج علم الجينوم في المناهج الدراسية للتمريض والاختبارات الوطنية للحصول على تراخيص الممارسة الصحية والتعليم المستمر والشهادات لم تكن مؤكدة حتى الثمانينيات من القرن الماضي. علم الوراثة وعلم الجينوم علمان أساسيان  في ممارسة التمريض، حيث يمكن لأساسات علم الوراثة التعرف على الأشخاص الذين يتعرضون لمخاطر الإصابة ببعض الأمراض والأوجاع، وتحديد مخاطر الإصابة بأمراض معينة عند تخطيط الحمل، وتيسير اختيار وجرعات الدواء لمعالجة أمراض معينة أو مرضى محددين، ويعزز علم الوراثة الفوائد لعلاج أمراض معينة.
ومع ذلك، استغرق الأمر عشرين عامًا إضافيَا حتى أكدت إدارة الموارد والخدمات الصحية على أهمية دمج علم الوراثة في تعليم التمريض. بعد اقتراحها، كان هناك تقدم طفيف واحتوى التطوير الذي أُنشئ على الكثير من التناقض. وظل تقدم التكامل بطيئا ومحدودا. في خريف عام 2005، كانت فقط 30% من برامج التمريض الأكاديمية تحتوي على خطة دراسية تتناول علم الوراثة وعلم الجينوم. واحدة من العوامل الرئيسية في التقدم المحدود لدمج علم الوراثة هو عدم إدراك العديد من الممرضات لأهميته في جميع ممارسات التمريض، ويعتبر العديد من الممرضات علم الوراثة تخصصاً فرعياً وبالإضافة إلى ذلك، فإن هيئات ترخيص ممارسة التمريض في الدولة لا تُشترط الكفاءة في مجال علم الوراثة وعلم الجينوم كجزء من ترخيص الممارسة، ولا يُعتبر علم الوراثة وعلم الجينوم في تقييم هيئات الاعتماد. حجم وتنوع القوى العاملة في مجال التمريض الذي يُعد كبيرًا للغاية يُشكل تحديًا إضافيًا في التغلب على العديد من العوائق الحالية التي تحتاج إلى التغلب عليها لتنفيذ علم الوراثة وعلم الجينوم. ويمكن رؤية بعض التدريبات الناجحة الأولى على الممارسات في علم الوراثة وفي القوى العاملة للتمريض في المملكة المتحدة. وكان جانب استراتيجية المملكة المتحدة الرئيسي هو البساطة، حيث حُقِّق ذلك عن طريق وضع سبعة كفاءات أساسية تُطبق على كامل مهنة التمريض. في عام 2003، أنشأت الخدمة الوطنية للصحة في المملكة المتحدة مركز تطوير وتعليم علم الوراثة الوطني للخدمة الوطنية للصحة. الوظائف الرئيسية لهذه البرامج كانت تعزز التعليم في علم الوراثة وتوفر المواد والمصادر للمعلمين في جميع المهن الوراثية. قامت الولايات المتحدة بمراهنة على الجهود والأفكار التي أُنشئت في المملكة المتحدة واعتمدت أساليب وكفاءات مشابهة. جمع المعهد الوطني الأمريكي لأبحاث الجينوم البشري والمعهد الوطني للسرطان التابع للمعاهد الوطنية للصحة جهودهم للبدء في استراتيجيات وبرامج تدريب ولجان وتحديد الكفاءات.

## الكفاءات

### تطور
تعتبر الكفاءات الوراثية والجينومية أمرًا هامًا لممارسة جميع الممرضين بغض النظر عن التأهيل الأكاديمي، وإعداد الممارسة، وإعداد الدور، أو التخصص.
تعد هذه الكفاءات مهمة لأنها ترسي أساسًا ومجموعة من المبادئ التوجيهية لقوة العمل التمريضية في تقديم الرعاية الصحية القائمة على الوراثة والجينوم. حيث تعكس الكفاءات الحد الأدنى من الرعاية الصحية القائمة على الوراثة والجينوم، وُضعت بشكل محدد لتركز على نطاق ممارسة الممرضات المسجلات. وذلك لأن الممرضة المسجلة تعد مستوى عام من مستويات ممارسة التمريض، وتتطلب تخرجها من برنامج تمريض في كلية أو جامعة واجتياز اختبار ترخيص المجلس الوطني إشارة إلى الكفاءة الدنيا في ممارسة التمريض.
وللبدء في تطوير الكفاءات، تبنى المعهد الوطني لأبحاث الجينوم البشري والمعهد الوطني للسرطان في الولايات المتحدة الاستراتيجية الأولية لتشكيل لجنة توجيهية. كانت تتألف اللجنة من قادة التمريض من مختلف وكالات التمريض المهنية، والإعدادات الأكاديمية، والمنظمات. اختير جين جينكينز، ممرضة مسجلة، حاصلة على شهادة الدكتوراه، زميلة الجمعية الأمريكية للتمريض (FAAN) وكاثلين كالزون، ممرضة مسجلة، حاصلة على شهادة الماجستير في التمريض، محترفة متقدمة في التمريض الجيني (APNG)، زميلة الجمعية الأمريكية للتمريض (FAAN) كمشرفتين للجنة. كانت الوظيفة الأساسية للجنة هي إنشاء آلية لوضع الكفاءات من خلال التعرف على الكفاءات المنشورة الحالية وفحصها ومقارنتها. استهدفت الكفاءات المنشورة التي فُحصت لجميع المهنيين في مجال الرعاية الصحية، وبالأخص أولئك الذين يمارسون علم الوراثة، بما في ذلك الممرضات ذوات الشهادات الجامعية في التمريض، والممرضات ذوات الممارسة المتقدمة. بعد استعراض الكفاءات المنشورة بعناية، وطُوِّرت الكفاءات الأساسية في أربع مراحل تسمى عملية التوافق.
وخلال المرحلة الأولى من عملية التوافق، أُنشئت مجموعة فرعية من اللجنة لمزامنة الكفاءات من الوثائق المراجعة التي ستنطبق على جميع الممرضات المسجلات، ثم قامت اللجنة التوجيهية بمراجعة وتعديل واعتماد الكفاءات الموصى بها. في عام 2005، قام ممثلون عن التمريض في التحالف الوطني لتعليم المحترفين الصحيين في الوراثة الطبية بمراجعة الكفاءات المقترحة وإجراء التعديلات عليها. طوال المرحلة الثانية، قامت الجمعية الأمريكية للتمريض بنشر الكفاءات خلال اجتماع في عام 2006 وطلبت الرأي والأفكار والتعليقات من الجمهور، واستهدفت بالأخص الرؤية من مجتمع التمريض.
سُجِّلت وقُيِّمت الـ 10 تعليقات التي استُلمت، وأظهرت غالبيتها الدعم. المرحلة الثالثة تضمنت تحقيق التوافق على مشروع الكفاءات الأساسية النهائي من قبل اللجنة التنفيذية ولجنة التوافق، والتي تتألف أيضًا من مجموعة متنوعة من قادة التمريض في منظمات مختلفة وإعدادات متنوعة. قامت اللجنة التنفيذية أيضاً بوضع استراتيجيات لدمج المعلومات الوراثية والجينومية في التعليم والممارسة مثل اختبار ترخيص المجلس الوطني، وبرامج الاعتماد، وعمليات الاعتماد المهني، والمناهج التمريضية. في مارس 2006، حدثت المرحلة الرابعة والتي تضمنت تأييد الوثيقة النهائية من قبل منظمات الحلف العضو في التنظيمات التمريضية المتحالفة.

### الكفاءات الأساسية
تتكون الكفاءات الأساسية من مجالين: المسؤوليات المهنية والممارسة المهنية. تحت مجال المسؤوليات المهنية، يتعين على جميع الأنشطة المهنية من قبل الممرضات المسجلات أن تقع ضمن حدود التمريض: نطاق ومعايير الممارسة التي تنتجها جمعية الممرضات الأمريكية.
أيضًا، تتطلب ممارسة التمريض المختصة الآن دمج المعرفة والمهارات الوراثية والجينومية من أجل:
- التعرف على متى قد تؤثر مواقف الفرد وقيمه المتعلقة بالعلوم الوراثية والجينومية على الرعاية المقدمة للعملاء.
- الدعوة إلى وصول العملاء إلى خدمات الموارد الجينية / الجينومية المرغوبة بما في ذلك مجموعات الدعم.
- فحص كفاءة الممارسة على أساس منتظم، وتحديد مجالات القوة، وكذلك المجالات التي يكون فيها التطوير المهني المتعلق بعلم الوراثة وعلم الجينوم مفيدًا.
- دمج تقنيات الجينات والجينوم والمعلومات المتعلقة بها في ممارسة التمريض المسجل.
- اظهار أهمية تكييف المعلومات الجينية والجينومية والخدمات المقدمة للعملاء وفقًا لثقافتهم وديانتهم ومستوى معرفتهم ومستوى القراءة والكتابة لديهم واللغة المفضلة لديهم.

الدعوة إلى حقوق جميع العملاء في اتخاذ قرارات متعلقة بالجينات والجينوم بصورة مستقلة ومدركة تمامًا للخيارات المتاحة واتخاذ إجراءات طوعية.
تشمل كفئات الممرض المسجل في مجال ممارسة المهنة: التقييم التمريضي، والذي يشمل تطبيق ودمج المعرفة الجينية والجينومية، وتحديد الاحتياجات، وإحالة العملاء، وتقديم التعليم والرعاية والدعم.
تشمل تقييم التمريض للممرض المسجل:
- يظهر فهمًا للعلاقة بين الجينات والجينوم والصحة، والوقاية، والفحص، والتشخيص، والتوقعات، واختيار العلاج، ومراقبة فاعلية العلاج.
- يظهر القدرة على استنباط تاريخ صحي للعائلة على الأقل لثلاثة أجيال.
- يبني شجرة العائلة باستخدام رموز ومصطلحات موحدة مستخدمة في جمع معلومات تاريخ العائلة.
- يجمع معلومات شخصية وصحية وتطورية تأخذ في اعتبارها التأثيرات والمخاطر الجينية والبيئية والجينومية.
- يجري تقييمات شاملة للصحة والحالة البدنية تدمج المعرفة حول التأثيرات والمخاطر الجينية والبيئية والجينومية.
- يحلل بنقد تاريخ المرض ونتائج التقييم البدني للتأثيرات والمخاطر الجينية والبيئية والجينومية وعوامل الخطر.
- قيم معرفة العملاء وتصوراتهم واستجاباتهم للمعلومات الجينية والجينومية.
- يطوّر خطة رعاية تدمج معلومات التقييم الجيني والجينومي.[5]يشمل تحديد هوية الممرضة المسجلة ما يلي:
- يحدد العملاء الذين يمكن أن يستفيدوا من معلومات جينية وجينومية محددة و/أو خدمات استنادًا إلى بيانات التقييم.
- يحدد العملاء الذين قد يستفيدون من معلومات و/أو خدمات جينية وجينومية محددة بناء على بيانات التقييم.
- يحدد المعلومات الجينية والجينومية والموارد والخدمات و/أو التقنيات الموثوقة والدقيقة والمناسبة والحالية الخاصة بعملاء معينين.
- يحدد القضايا الأخلاقية والعرقية/الجذرية والثقافية والدينية والقانونية والمالية والاجتماعية المتعلقة بالمعلومات الجينية والجينومية والتكنولوجيات.
- يعرف القضايا التي تنتهك حقوق جميع العملاء في اتخاذ قرارات ذاتية مستنيرة تتعلق بالجينات والجينوم والعمل الطوعي.[5] تشمل أنشطة الإحالة للمرضى المسجلين ما يلي:
- يسهم في تيسير الإحالات لخدمات الجينات والجينوم المتخصصة للعملاء حسب الحاجة.[5] يقدم دعمًا ورعايةً وتعليمًا للعملاء لدى الممرض المسجل.
- يزود العملاء بتفسير المعلومات أو الخدمات الجينية والجينومية الانتقائية.
- يزود العملاء بمعلومات وموارد وخدمات و/أو تقنيات وراثية وجينومية موثوقة ودقيقة ومناسبة وحديثة تسهل عملية صنع القرار.
- يستخدم ممارسات التعزيز الصحي والوقاية من الأمراض للنظر في التأثيرات الجينية والجينومية على عوامل الخطر الشخصية والبيئية.
- تتضمن معرفته بعوامل الخطر الجينية و/أو الجينومية (على سبيل المثال، عميل لديه استعداد وراثي لارتفاع الكوليسترول في الدم والذي يمكن أن يستفيد من تغيير في نمط الحياة من شأنه أن يقلل من احتمال التعبير عن المخاطر الجينية).
- يستخدم التدخلات والمعلومات الجينية والقائمة على الجينوم لتحسين نتائج العملاء.
- يتعاون مع مقدمي الرعاية الصحية في توفير الرعاية الصحية الجينية والجينومية.
- يتعاون مع مزودي خدمات التأمين وشركات الدفع لتسهيل استرداد تكاليف الخدمات الصحية القائمة على الجينات والجينوم.
- ينفذ التدخلات والعلاجات المناسبة لاحتياجات الرعاية الصحية القائمة على الجينات والجينوم للعملاء.
- يقيم تأثير وفعالية التكنولوجيا الجينية والجينومية، والمعلومات، والتدخلات، والعلاجات على نتائج العملاء.[5]

## قضايا

### أخلاقيات
تتعلق الأخلاق  بـ "الصواب" و "الخطأ" في أفعال الإنسان ودوافعه وسلوكه. تتبع المسائل الأخلاقية المعقدة في مجالات مثل العدالة والخصوصية والاستقلالية كل من مجال علم الوراثة ومجال التمريض. تنشأ المشاكل الأخلاقية والمعضلات يوميًا في إعدادات الرعاية الصحية على حد سواء بالنسبة للمريض ومقدم الرعاية الصحية. على سبيل المثال، لدى جميع المرضى والأفراد الحق في تلقي الرعاية الصحية المتساوية بغض النظر عن الجنس، والمعتقدات الدينية، والوضع الاجتماعي، أو العرق. أُنشئت مدونة الأخلاق الخاصة بالتمريض من قبل الجمعية الأمريكية للتمريض، والتي توفر قواعد وتنظيمات وإرشادات لاتباعها عند اتخاذ قرار أخلاقي. أُنشئت هذه التنظيمات بشكل رئيسي للمساعدة في توفير الرعاية الصحية المتساوية، وحماية حقوق المريض وسلامته وخصوصيته، ومحاسبة الممرضات على أفعالهن وخياراتهن.
يمكن أن تخلق الوراثة قضايا أخلاقية في التمريض لمجموعة متنوعة من الحالات والمواقف المختلفة. ووجهت العديد من السيناريوهات والأسئلة والنقاشات، مثل من يمكن أن يتلقى اختبارات الوراثة أو المعلومات الوراثية؟ من يمتلك أو يتحكم في المعلومات المستلمة من اختبار الوراثة وكيف يمكن أن يستخدم المالك هذه المعلومات؟ ومع ذلك، فإن مدونة الأخلاق لا تتناول الوراثة أو علوم الجينات على وجه التحديد، لذلك أُنشئت أسس أخلاقية أيضًا لمساعدة توجيه الوراثة في مجال الرعاية الصحية. توفر هذه الأسس مجموعة من الإرشادات لفهم وإدارة قضية أخلاقية إذا كان ينبغي أن تنشأ، وللمساعدة في ترجمة الوراثة إلى بيئة الرعاية الصحية.